# Stazione di Campo di Trens
La stazione di Campo di Trens (in tedesco Bahnhof Freienfeld) è una fermata ferroviaria posta sulla linea Brennero-Bolzano. Serve il centro abitato di Campo di Trens nonché le frazioni di Trens e Stilves (Stilfes), distanti circa un chilometro.

## Storia
Il 19 luglio 2005 la stazione di Campo di Trens fu trasformata in fermata impresenziata.

## Servizi

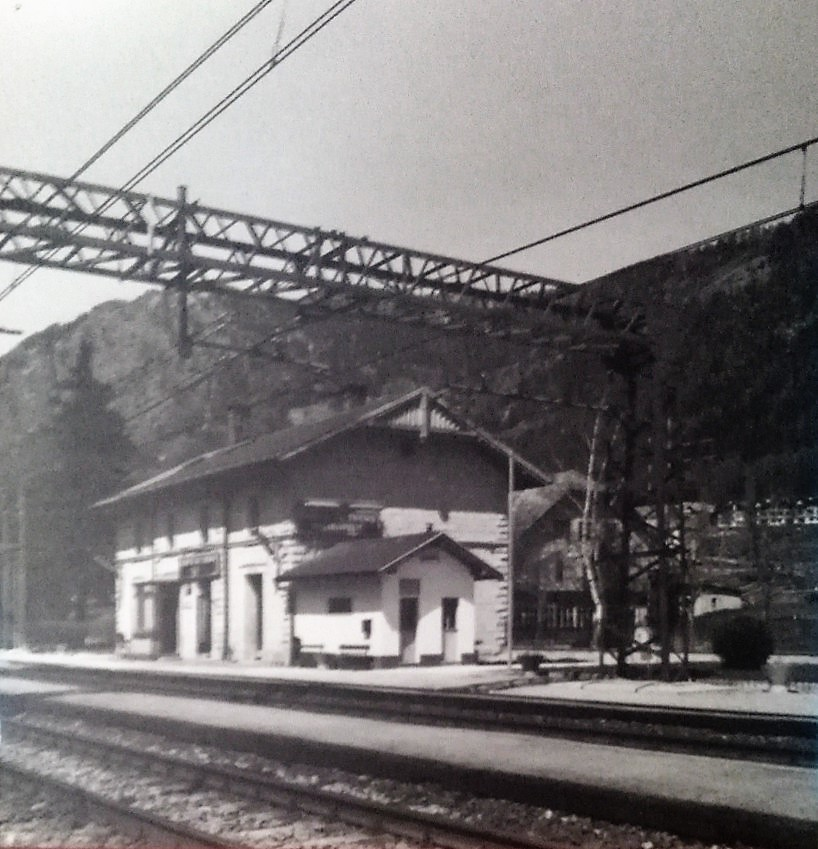
Stazione Campo di Trens

La fermata, che RFI classifica nella categoria bronze, dispone di:
- Servizi igienici